# 흑요석
흑요석(黑曜石)은 화산 활동에 의해 생성되는 화성암으로, 자연적인 유리의 일종이다. 규장질의 용암이 분출되어 결정이 형성되기 전에 식었을 때 만들어진다. 유문암을 형성하는 용암의 경계면에서 흔히 발견된다. 규소가 많이 함유된 용암은 점성이 높아 원자의 확산이 억제되며 이로 인해 급속히 식을 경우 결정 형성이 이루어지지 않아 흑요석을 형성하게 된다.
쪼개었을 때 날카로운 날이 만들어져 선사 시대부터 도구의 재료로 사용되었다.

## 개요
흑요석은 결정이 없기 때문에 엄밀한 의미의 광물은 아니나 광물로서 취급된다. 흑요석은 두 종류 이상의 광물이 결정을 형성하지 못하고 하나로 섞여 있는 상태이다. 이 때문에 준광물로 분류하기도 한다.
흑요석은 현무암과 같은 고철질 화산암처럼 어두운 색을 띄고 있으나 그 조성은 대부분 규장질이다. 흑요석을 구성하는 화학 물질은 대부분 이산화규소(SiO2)로 전체 구성 물질 가운데 70%이상을 차지한다. 화강암이나 유문암에 흑요석이 포함되어 있는 경우도 있다. 지금까지 발견된 흑요석은 모두 백악기 이후에 형성된 것들이다. 이는 흑요석은 수분에 의해 풍화가 가속되기 때문이다. 전체 중량의 1% 정도의 물로도 흑요석이 부서질 수 있다. 펄라이트가 만들어지는 원리와 같다. 덱타이트는 한 때 달의 화산활동에 의해 형성된 것으로 여겨졌으나 오늘날 과학자들은 흑요석과 수분의 작용과 관련지어 설명하고 있다.
순수한 흑요석은 어두운 색을 띄나 여러 가지 불순물이 섞인 경우 다양한 색을 지닌다. 철이나 마그네슘이 섞인 흑요석은 검정이나 암록색을 띈다. 불순물이 거의 없는 경우 무색에 가까운 흑요석이 만들어질 수도 있다. 때때로 고온에 의해 이산화규소가 크리스토발라이트와 같은 결정 패턴을 만들기도 하는데 이런 흑요석에는 눈송이와 같은 무늬가 나타나게 된다. 공기가 삽입되어 다양한 종류의 거품모양이 만들어진 것도 있다.

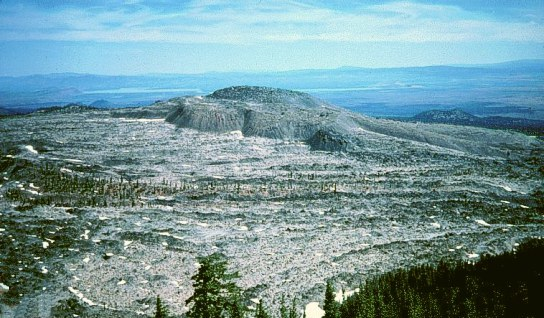
유리산, 메디슨 호 화산의 흑요석 암괴
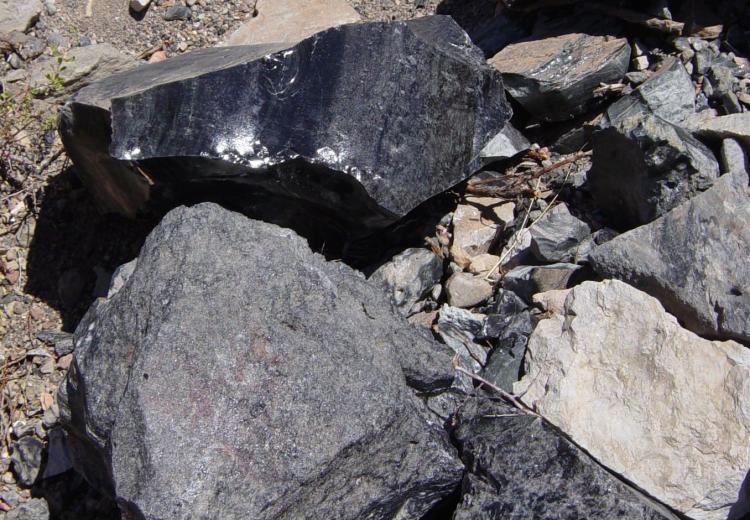
암석의 대조, 위에서부터 반시계 방향으로 흑요석, 부석, 유문암(밝은 색)
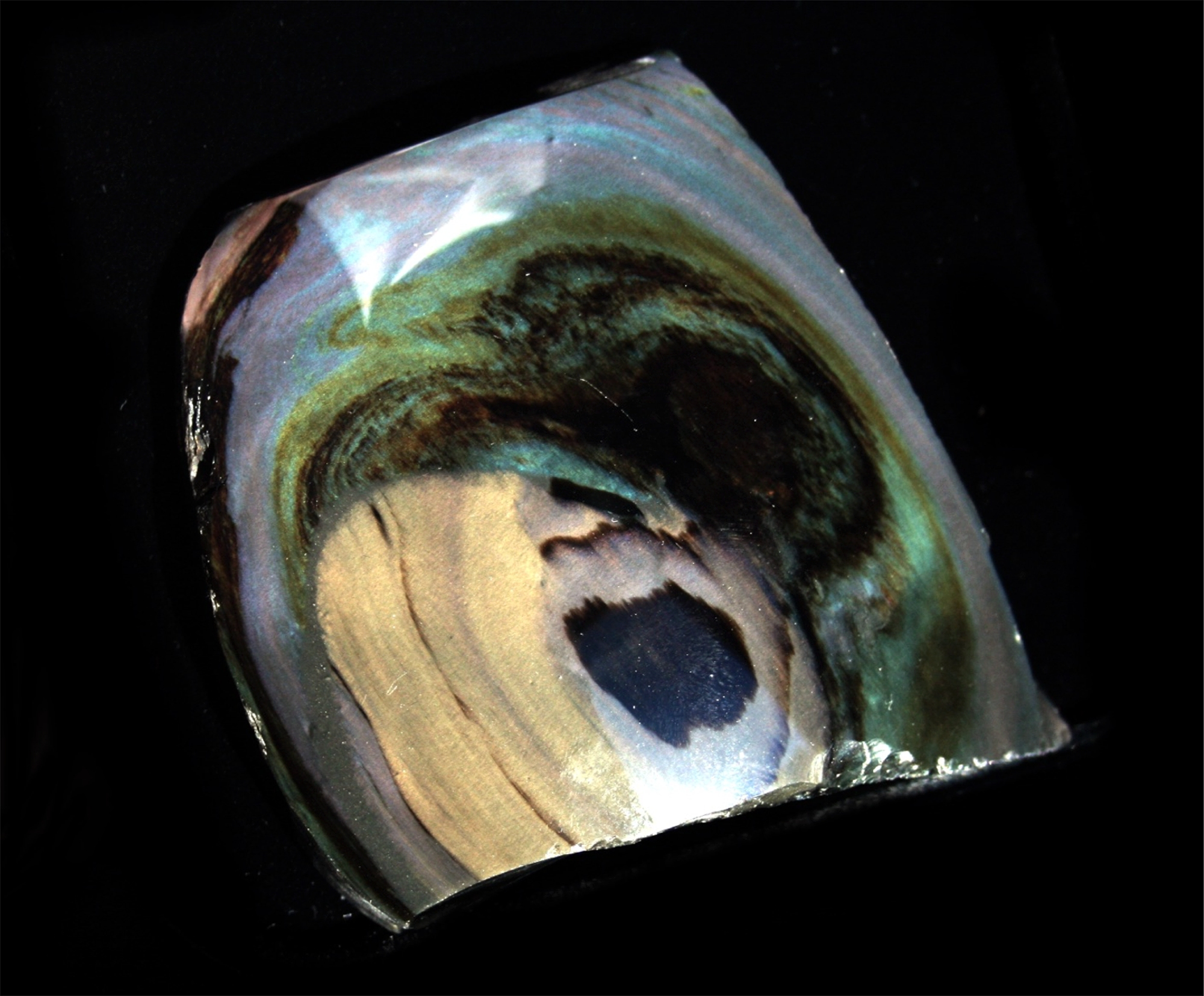
무지개 모양의 거품이 생긴 흑요석
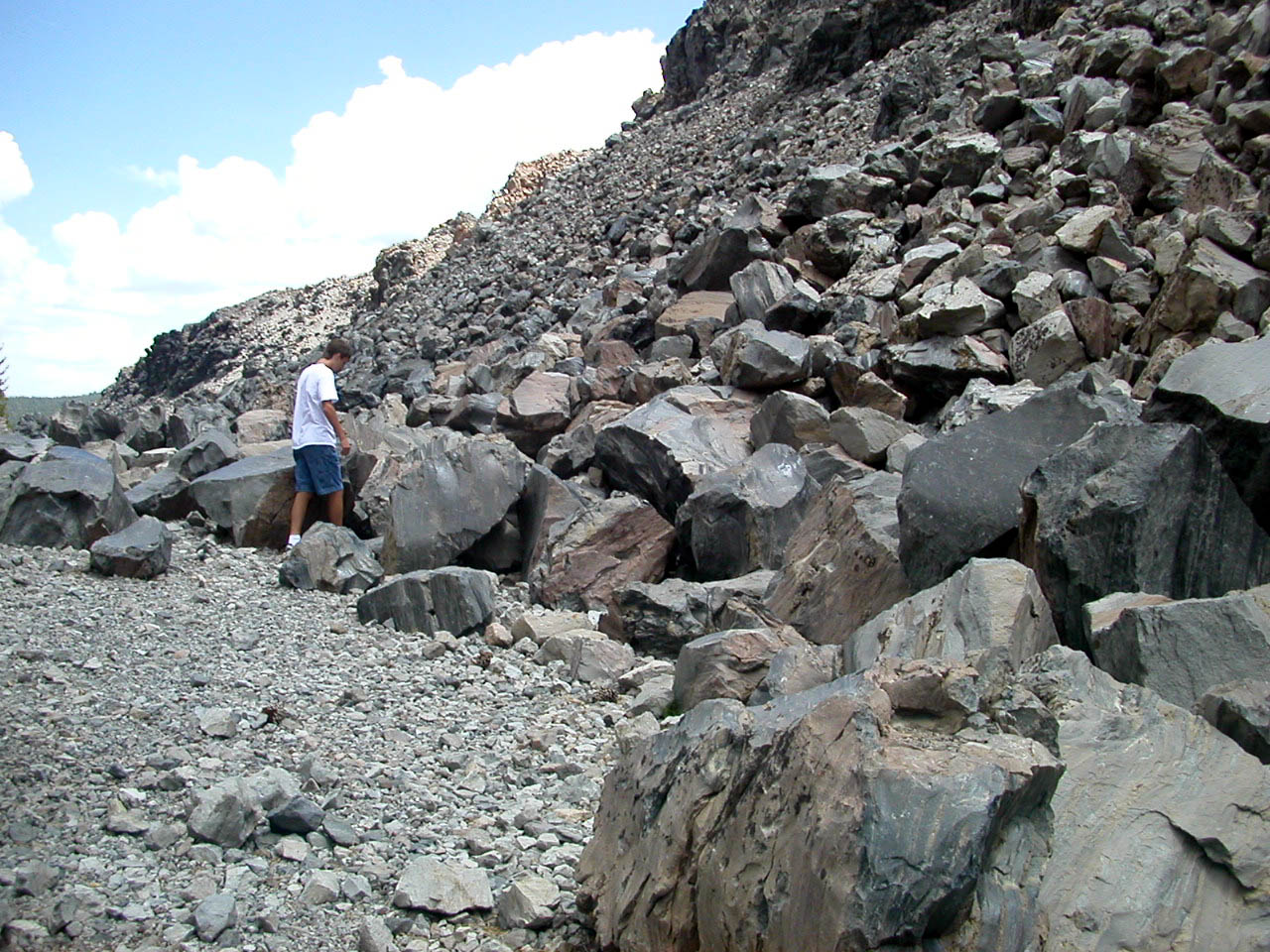

## 산지
흑요석은 유문암이 형성된 인근에서 발견된다. 주요 산지로는 아르메니아, 미국, 캐나다, 칠레, 그리스, 아이슬란드, 이탈리아, 케냐, 뉴질랜드, 페루, 터키 등이다.

## 이용

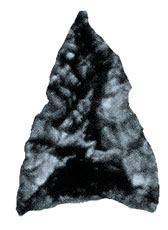
흑요석 화살촉

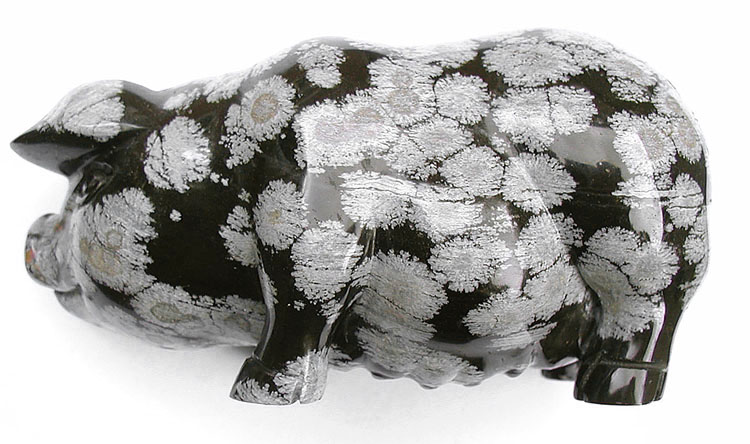
눈송이 무늬 흑요석을 이용한 돼지 조각

흑요석은 석기시대부터 부싯돌과 같은 여러 도구를 만드는데 사용되었다. 한국에서 지금까지 흑요석으로 만든 석기가 발굴된 곳은 공주 석장리와 웅기 굴포리를 비롯하여, 동관진(潼關鎭), 단양 수양개, 평양 만달리, 경기 신답리 등의 구석기 유적지이다. 또한 홍천 하화계리의 중석기 유적지와 양양 오산리․부산 동삼동 등의 신석기 유적지에서도 발굴되었다. 한반도의 흑요석 산지로는 백두산 부근 등 3 곳으로 알려져 있다.
현대에서도 심장 수술에 흑요석을 사용한 메스가 이용된다. 잘 연마된 흑요석은 두께가 3 나노미터에 불과한 아주 예리한 칼날이 된다.
특이한 무늬가 있는 흑요석은 예술품의 재료나 감상용 수석으로 사용되기도 한다. 단, 비석이나 벼루 등의 재료로는 검은 사암이 사용되나 흑요석으로 혼동하는 경우가 많다.
고대의 아즈텍 문명의 전사들도 흑요석이 달린 무기를 사용했다. 사람의 목을 쉽게 자를 수 있을 정도로 날카로웠다.